# Karakoro (Côte d'Ivoire)
Karakoro est une localité de Côte d'Ivoire, située à l'est de Korhogo, dans le district des Savanes.
Sa population est estimée à plus 24 000 habitants en 2014.
La localité est limitée au nord par le département de Sinématiali, à l'est par la sous-préfecture de Komborodougou, à l'ouest par la sous-préfecture de Korhogo et au sud par celle de Napié.